# Bélis
Pour les articles homonymes, voir Belis.
Bélis (Belís, en occitan) est une commune du Sud-Ouest de la France, située dans le département des Landes (région Nouvelle-Aquitaine).
Les habitants de Bélis sont appelés Bélisiens/Bélisiennes.

## Géographie

### Localisation
À 1 h de la côte atlantique et 2 h de la chaîne pyrénéenne, la commune de Bélis est située au cœur de la forêt de pins maritimes des Landes, au sein du parc naturel régional des Landes de Gascogne.

### Communes limitrophes
Les communes limitrophes sont  Arue, Brocas, Cachen, Labrit et Maillères.
| Labrit |           | Cachen |
| Brocas | Bélis     |        |
|        | Maillères | Arue   |

### Hameaux et lieux-dits
D'une superficie de 20 km2, la commune est composée de plusieurs quartiers, chacun comportant de nombreuses maisons landaises traditionnelles sur leur airial.

### Hydrographie
Le bourg de Bélis est traversé par le ruisseau le Lamole ; la commune est bordée à l'est par la Gouaneyre (aqua negre, « eau noire »), affluent droit de la Douze.

### Climat
Pour des articles plus généraux, voir Climat de la Nouvelle-Aquitaine et Climat des Landes.
Historiquement, la commune est exposée à un climat océanique aquitain.  
En 2020, Météo-France publie une typologie des climats de la France métropolitaine dans laquelle la commune est exposée à un climat océanique et est dans la région climatique  Aquitaine, Gascogne, caractérisée par une pluviométrie abondante au printemps, modérée en automne, un faible ensoleillement au printemps, un été chaud (19,5 °C), des vents faibles, des brouillards fréquents en automne et en hiver et des orages fréquents en été (15 à 20 jours).
Pour la période 1971-2000, la température annuelle moyenne est de 13,2 °C, avec une amplitude thermique annuelle de 14,4 °C. Le cumul annuel moyen de précipitations est de 1 006 mm, avec 12,1 jours de précipitations en janvier et 7,3 jours en juillet. Pour la période 1991-2020, la température moyenne annuelle observée sur la station météorologique la plus proche, située sur la commune de Mont-de-Marsan à 20 km à vol d'oiseau, est de 13,8 °C et le cumul annuel moyen de précipitations est de 918,1 mm,. Pour l'avenir, les paramètres climatiques de la commune estimés pour 2050 selon différents scénarios d’émission de gaz à effet de serre sont consultables sur un site dédié publié par Météo-France en novembre 2022.

## Urbanisme

### Typologie
Au 1er janvier 2024, Bélis est catégorisée commune rurale à habitat très dispersé, selon la nouvelle grille communale de densité à sept niveaux définie par l'Insee en 2022.
Elle est située hors unité urbaine. Par ailleurs la commune fait partie de l'aire d'attraction de Mont-de-Marsan, dont elle est une commune de la couronne,. Cette aire, qui regroupe 101 communes, est catégorisée dans les aires de 50 000 à moins de 200 000 habitants,.

### Occupation des sols

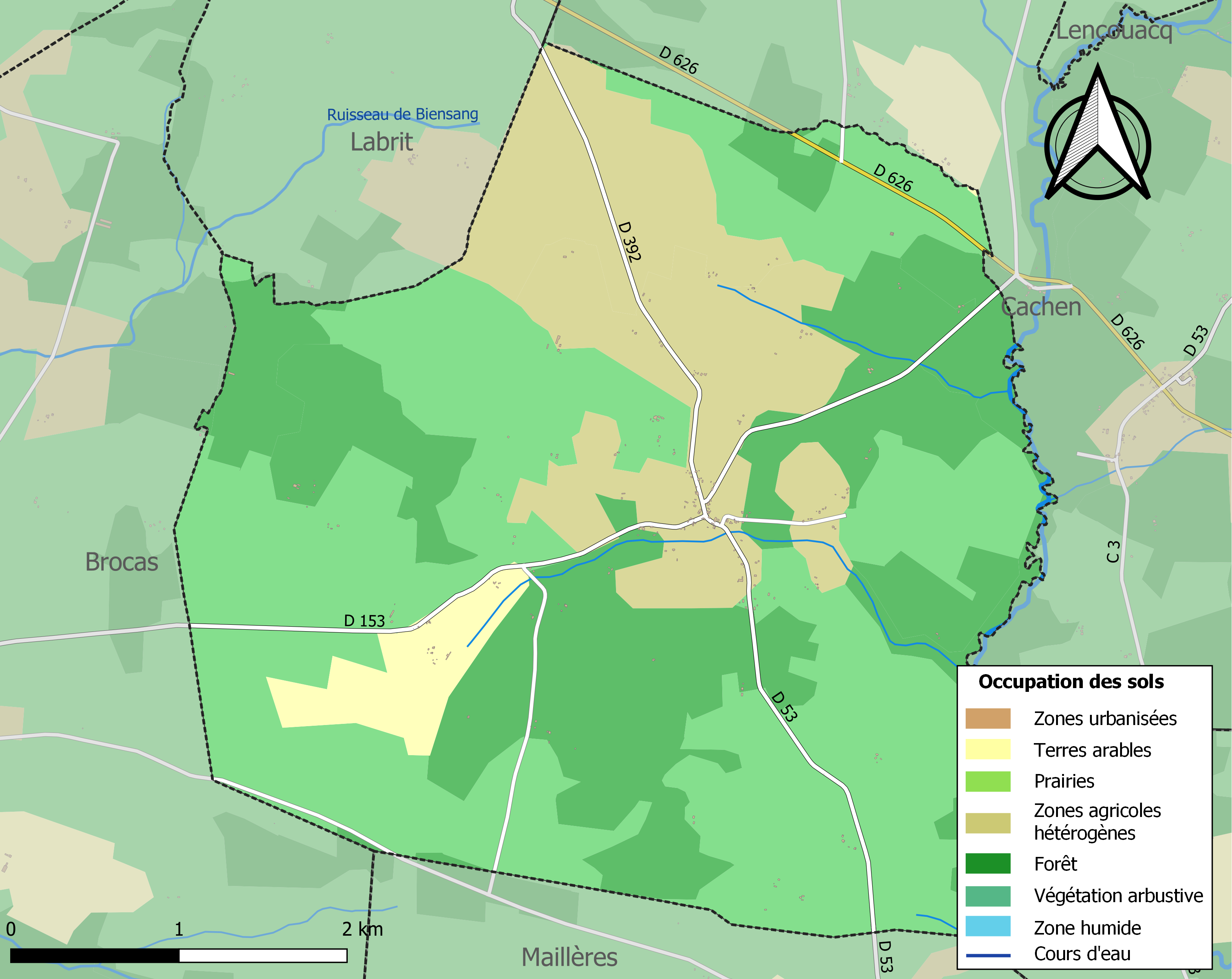
Carte des infrastructures et de l'occupation des sols de la commune en 2018 (CLC).

L'occupation des sols de la commune, telle qu'elle ressort de la base de données européenne d’occupation biophysique des sols Corine Land Cover (CLC), est marquée par l'importance des forêts et milieux semi-naturels (76,9 % en 2018), en diminution par rapport à 1990 (87,9 %). La répartition détaillée en 2018 est la suivante : milieux à végétation arbustive et/ou herbacée (46,5 %), forêts (30,4 %), zones agricoles hétérogènes (19,9 %), terres arables (3,2 %). L'évolution de l’occupation des sols de la commune et de ses infrastructures peut être observée sur les différentes représentations cartographiques du territoire : la carte de Cassini (XVIIIe siècle), la carte d'état-major (1820-1866) et les cartes ou photos aériennes de l'IGN pour la période actuelle (1950 à aujourd'hui).

### Risques majeurs
Le territoire de la commune de Bélis est vulnérable à différents aléas naturels : météorologiques (tempête, orage, neige, grand froid, canicule ou sécheresse), feux de forêts, mouvements de terrains et séisme (sismicité très faible). Un site publié par le BRGM permet d'évaluer simplement et rapidement les risques d'un bien localisé soit par son adresse soit par le numéro de sa parcelle.
Bélis est exposée au risque de feu de forêt. Depuis le 20 avril 2016, les départements de la Gironde, des Landes et de Lot-et-Garonne disposent d’un règlement interdépartemental de protection de la forêt contre les incendies. Ce règlement vise à mieux prévenir les incendies de forêt, à faciliter les interventions des services et à limiter les conséquences, que ce soit par le débroussaillement, la limitation de l’apport du feu ou la réglementation des activités en forêt. Il définit en particulier cinq niveaux de vigilance croissants auxquels sont associés différentes mesures,.
Les mouvements de terrains susceptibles de se produire sur la commune sont des tassements différentiels.

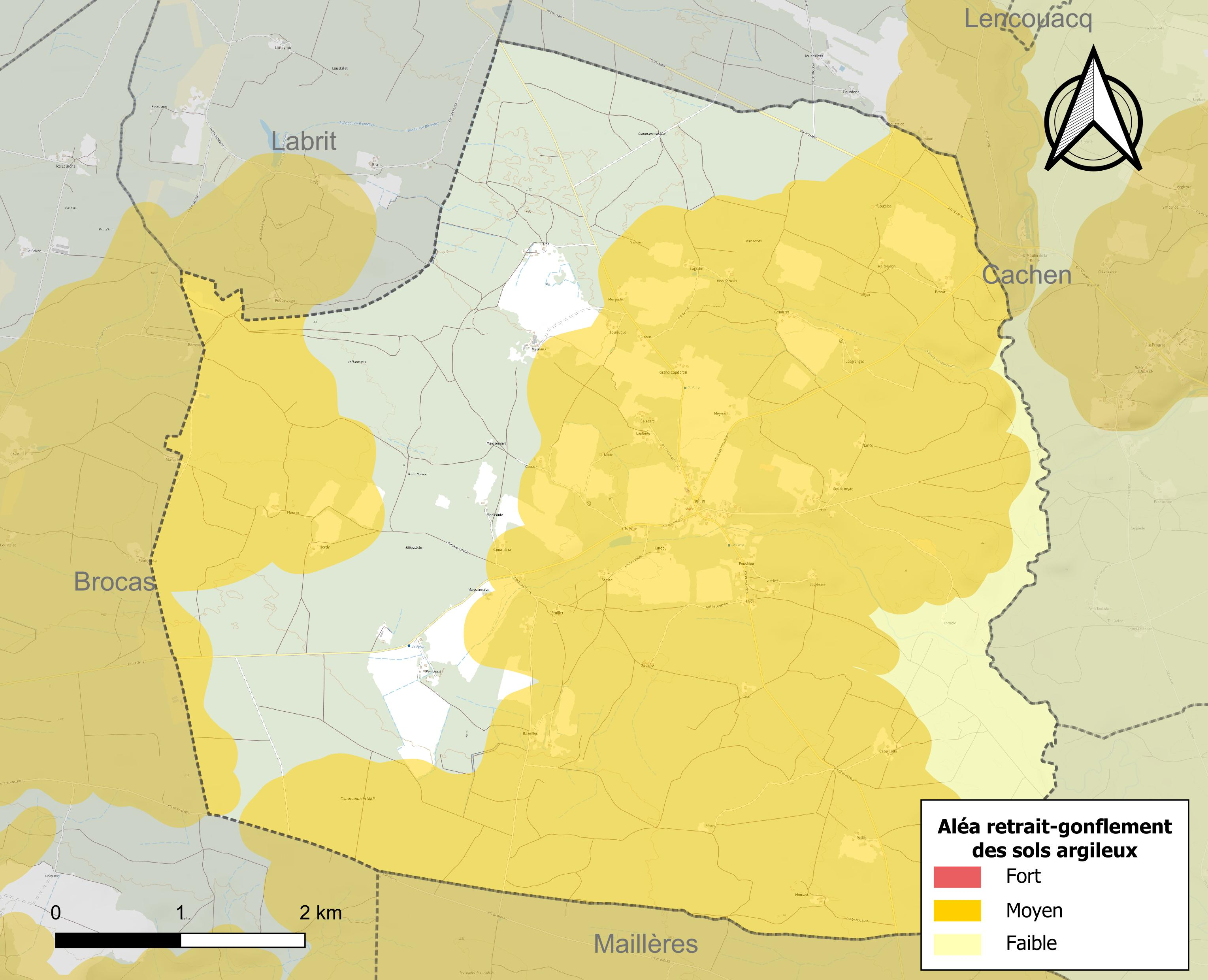
Carte des zones d'aléa retrait-gonflement des sols argileux de Bélis.

Le retrait-gonflement des sols argileux est susceptible d'engendrer des dommages importants aux bâtiments en cas d’alternance de périodes de sécheresse et de pluie. 67,3 % de la superficie communale est en aléa moyen ou fort (19,2 % au niveau départemental et 48,5 % au niveau national). Sur les 92 bâtiments dénombrés sur la commune en 2019, 78 sont en aléa moyen ou fort, soit 85 %, à comparer aux 17 % au niveau départemental et 54 % au niveau national. Une cartographie de l'exposition du territoire national au retrait gonflement des sols argileux est disponible sur le site du BRGM,.
La commune a été reconnue en état de catastrophe naturelle au titre des dommages causés par les inondations et coulées de boue survenues en 1999 et 2009 et par des mouvements de terrain en 1999

## Toponymie
Le nom est sans doute formé sur le nom d'homme latin Belicius (« domaine de Belicius »)[réf. nécessaire].
Selon l'abbé Raphaël Lamaignère, la localité aurait honoré le dieu Bel, d'où le nom Bélis.

## Histoire
Des vestiges gallo-romains ont été retrouvés sur la commune : sarcophages, poteries et colliers en bronze, et témoignent d'une activité humaine à cette époque.
La paroisse de Bélis est mentionnée au XIIe siècle par l'évêché d'Aire, à laquelle elle appartient après les guerres de Religion.
Sur le territoire de la Gascogne (IXe au XIIe siècle), puis de la Guyenne sous domination anglaise (XIIe au XVe siècle), la commune faisait partie du Pays d'Albret, duché au XVIe siècle sous Henri II.

### Faits marquants

#### 1923
L'affaire Petit-Louis ou le double assassinat de Bélis.
Meurtre d'un couple de métayers de Bélis, les époux Vital, un matin de janvier 1923. Bernard-Louis Bordes, dit Petit-Louis, un habitant du village, sera rapidement soupçonné de par sa mauvaise réputation déjà établie.
Il sera confondu par le témoignage de la jeune domestique et une bougie consumée, malgré l'alibi qu'il avait essayé de se forger en dormant cette nuit là dans plusieurs villages alentour.
Il avouera finalement les faits et sera condamné en avril 1923 à la guillotine par le tribunal de Mont-de-Marsan et exécuté en public le 12 juillet 1923 rue Armand-Dulamon devant l'entrée de la maison d'arrêt de Mont-de-Marsan .

#### Tempête Klaus
Le 24 janvier 2009, la commune a été durement touchée par la tempête Klaus, qui a détruit 100 % des forêts communales, principale source de revenus de la municipalité (sylviculture).

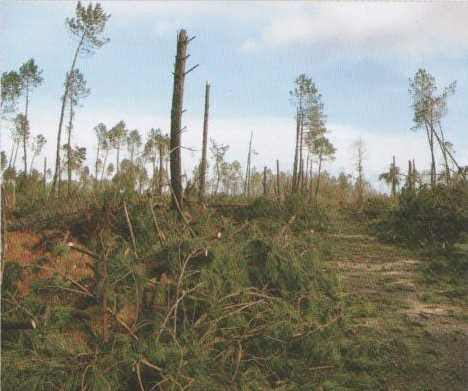
Forêt après la tempête.
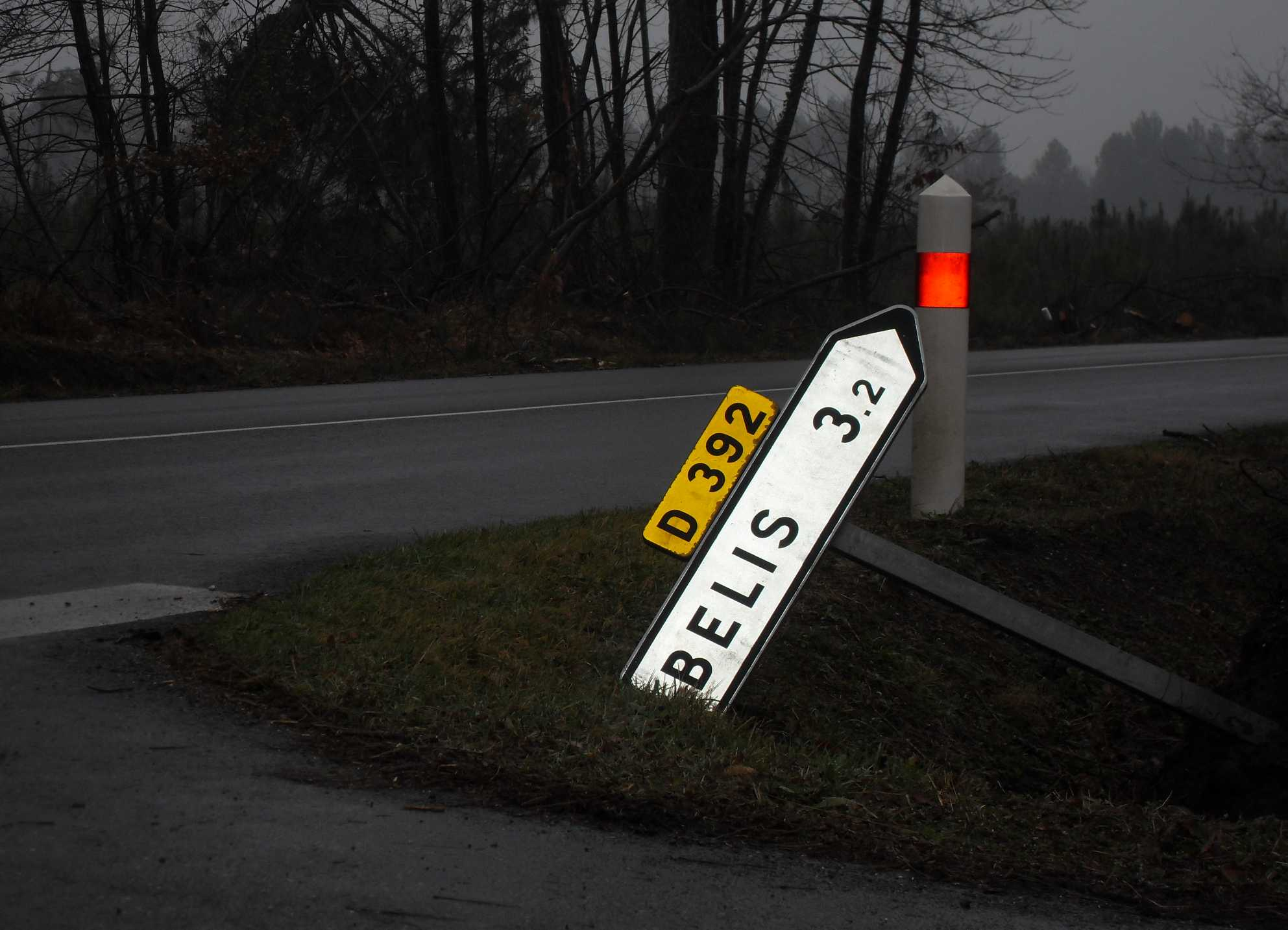
Panneau Bélis après la tempête.
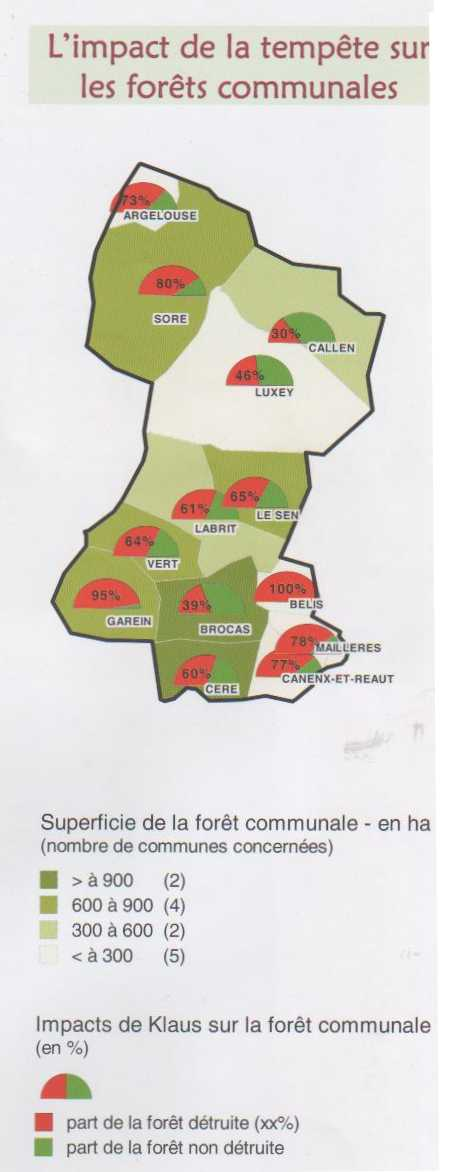
Impact de la tempête - CCPA[23].
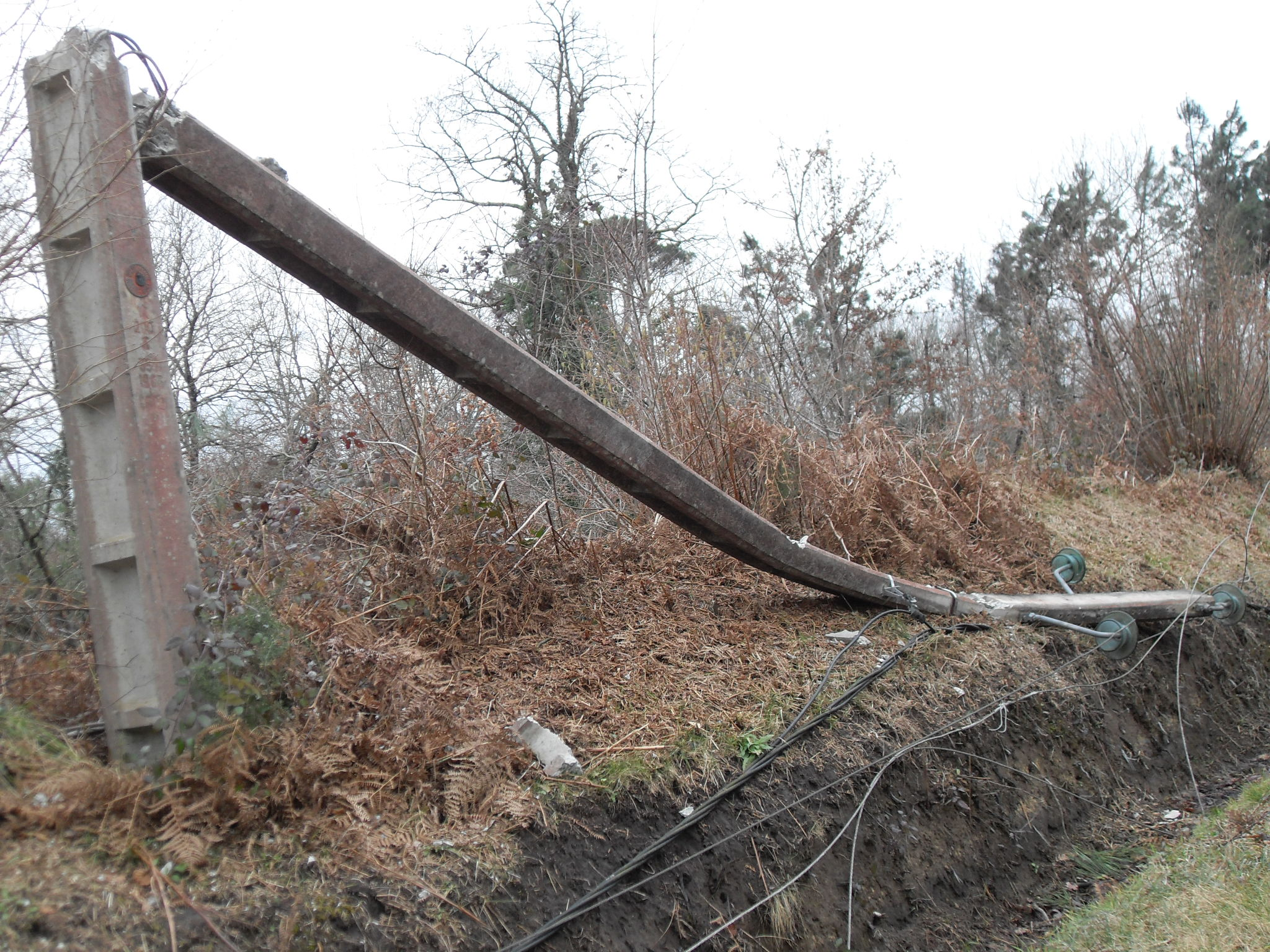
Poteau électrique brisé.

## Politique et administration
| Période                                  | Période   | Identité        | Étiquette | Qualité                        |
| ---------------------------------------- | --------- | --------------- | --------- | ------------------------------ |
|                                          |           | M. Meyrous      |           |                                |
| 1977                                     | mars 2008 | Jacques Descacq |           | Huissier de justice retraité   |
| mars 2008                                | août 2021 | Michel Poulain  | PS        | Retraité éducation spécialisée |
| 2021                                     | En cours  | Marylène Renaud |           |                                |
| Les données manquantes sont à compléter. |           |                 |           |                                |

## Démographie
| 1793 | 1800 | 1806 | 1821 | 1831 | 1836 | 1841 | 1846 | 1851 |
| ---- | ---- | ---- | ---- | ---- | ---- | ---- | ---- | ---- |
| 585  | 418  | 523  | 545  | 504  | 472  | 491  | 498  | 530  |

| 1856 | 1861 | 1866 | 1872 | 1876 | 1881 | 1886 | 1891 | 1896 |
| ---- | ---- | ---- | ---- | ---- | ---- | ---- | ---- | ---- |
| 547  | 557  | 550  | 540  | 555  | 535  | 536  | 519  | 491  |

| 1901 | 1906 | 1911 | 1921 | 1926 | 1931 | 1936 | 1946 | 1954 |
| ---- | ---- | ---- | ---- | ---- | ---- | ---- | ---- | ---- |
| 478  | 484  | 483  | 416  | 385  | 381  | 316  | 285  | 287  |

| 1962 | 1968 | 1975 | 1982 | 1990 | 1999 | 2006 | 2007 | 2012 |
| ---- | ---- | ---- | ---- | ---- | ---- | ---- | ---- | ---- |
| 272  | 227  | 170  | 150  | 128  | 137  | 139  | 139  | 162  |

| 2017 | 2022 | - | - | - | - | - | - | - |
| ---- | ---- | - | - | - | - | - | - | - |
| 165  | 164  | - | - | - | - | - | - | - |

## Lieux et monuments
- 2 sculptures monumentales de Stefan Rinck, en taille de pierre directe, produites pendant la résidence de l'artiste du 15 juillet au 15 août 2020 dans le village, constituent la 22ème œuvre du parcours de la Forêt d'art contemporain[28].
- Église Notre-Dame de Bélis datant du XIVe siècle, au centre du bourg. Église à double nef, portail roman du XIVe siècle, retable en bois doré. Tableau « Sainte-Marie-Madeleine » (XVIIIe). Vantaux en chêne sculpté classés au titre des Monuments Historiques (depuis 1977).
- Le Jardin Partagé de Bélis et le Jardin de l'Abbé-Tauziède : à l'ombre des vieux murs de l'église, au cœur de l'espace du jardin communal de l'Abbé-Tauziède, un jardin partagé a été créé en février 2013 par une association locale. Il est inscrit au réseau des Jardins de Noe.
- École communale du début du XXe siècle, Elle accueille la classe de CM2 du R.P.I. Labrit.

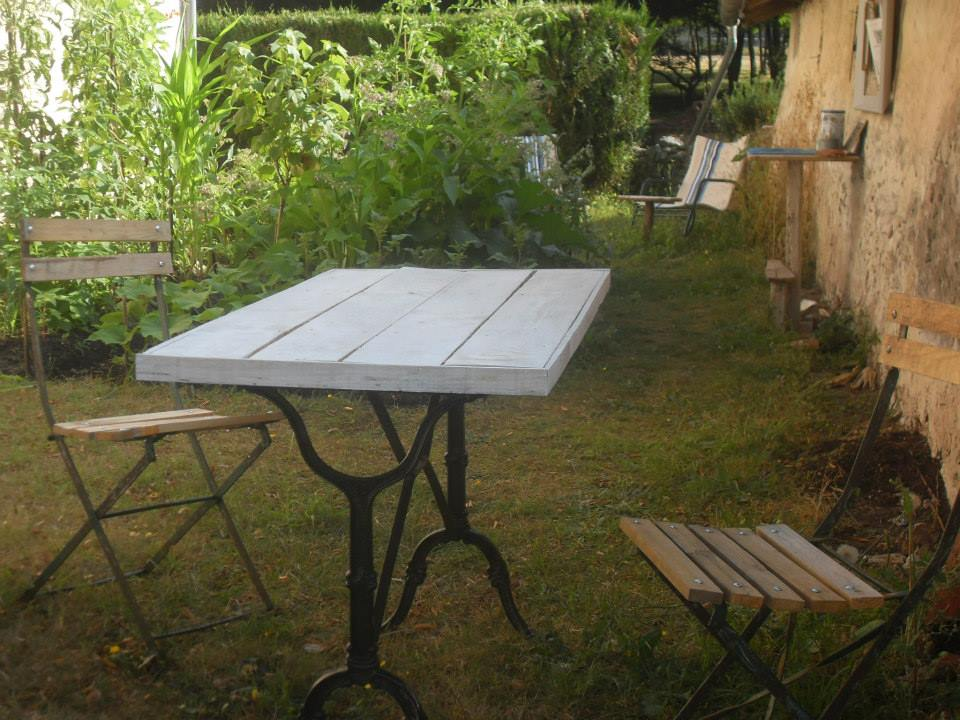
Coin repos dans le jardin.
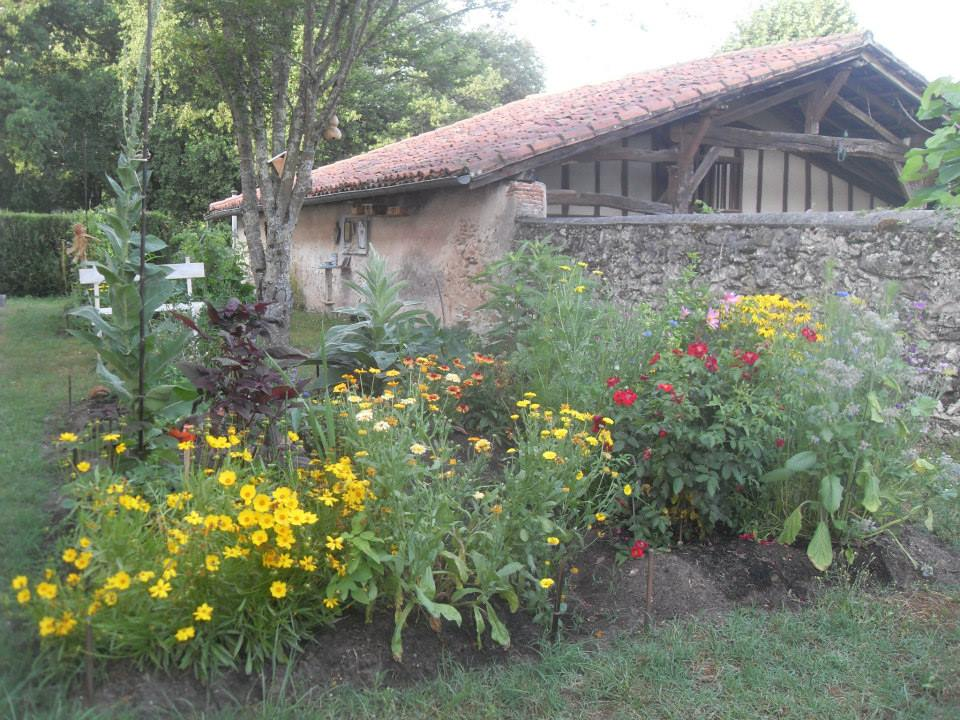
Les plantations en juillet 2013.
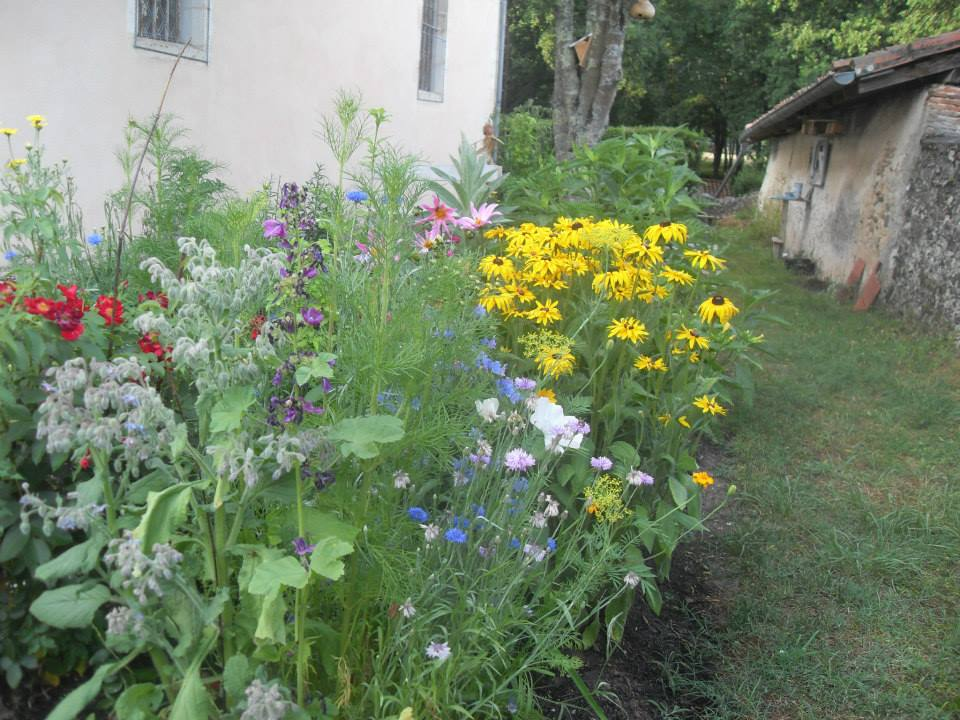
Fleurs le long du mur de l'église.
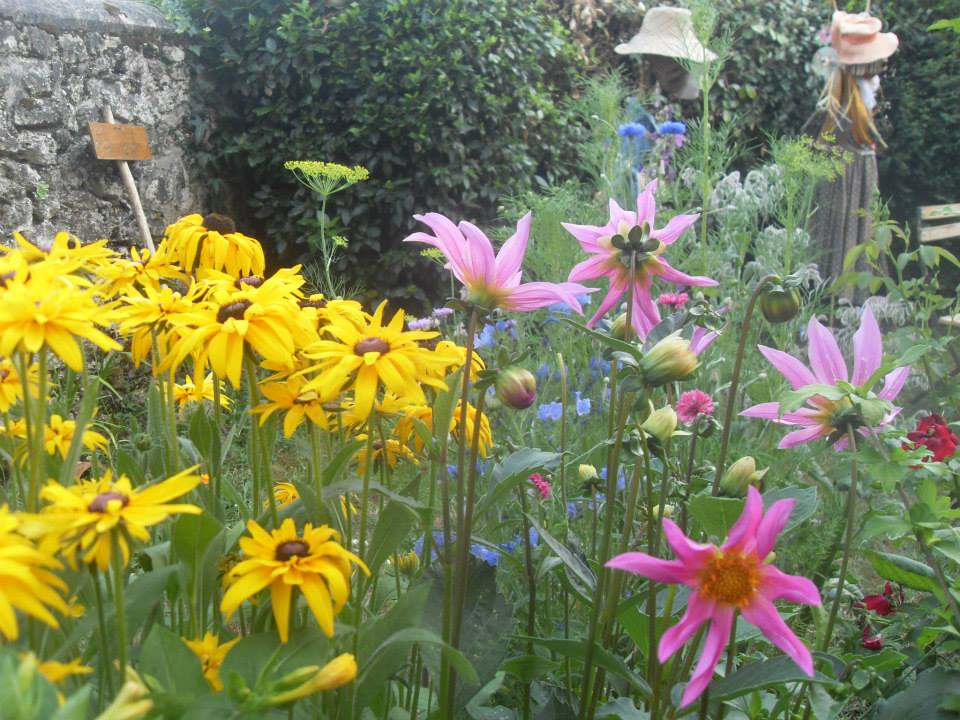
Fleurs traditionnelles et épouvantails.
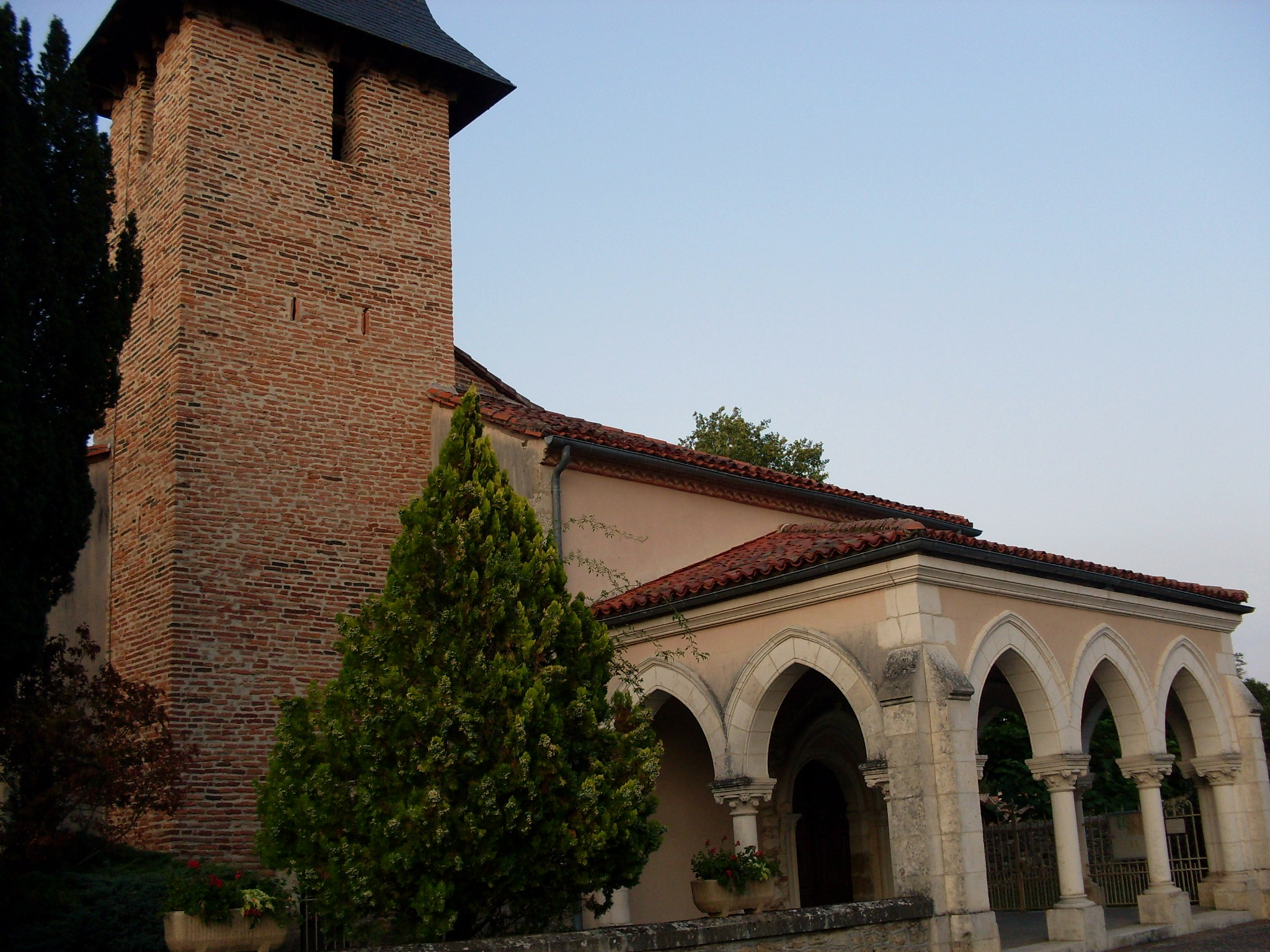
Vue de l'église.
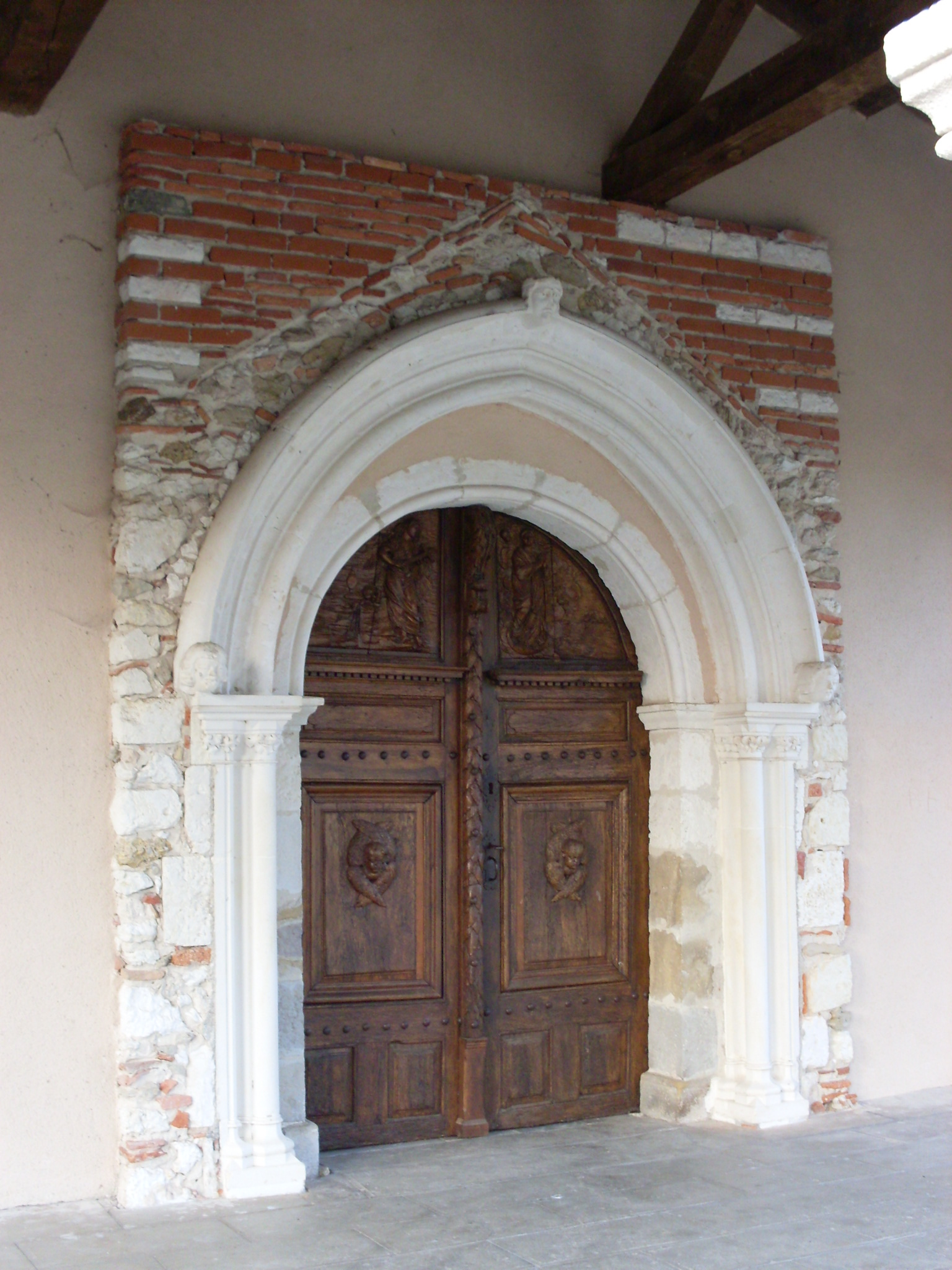
Vantaux de l'église, classés aux Monuments historiques.
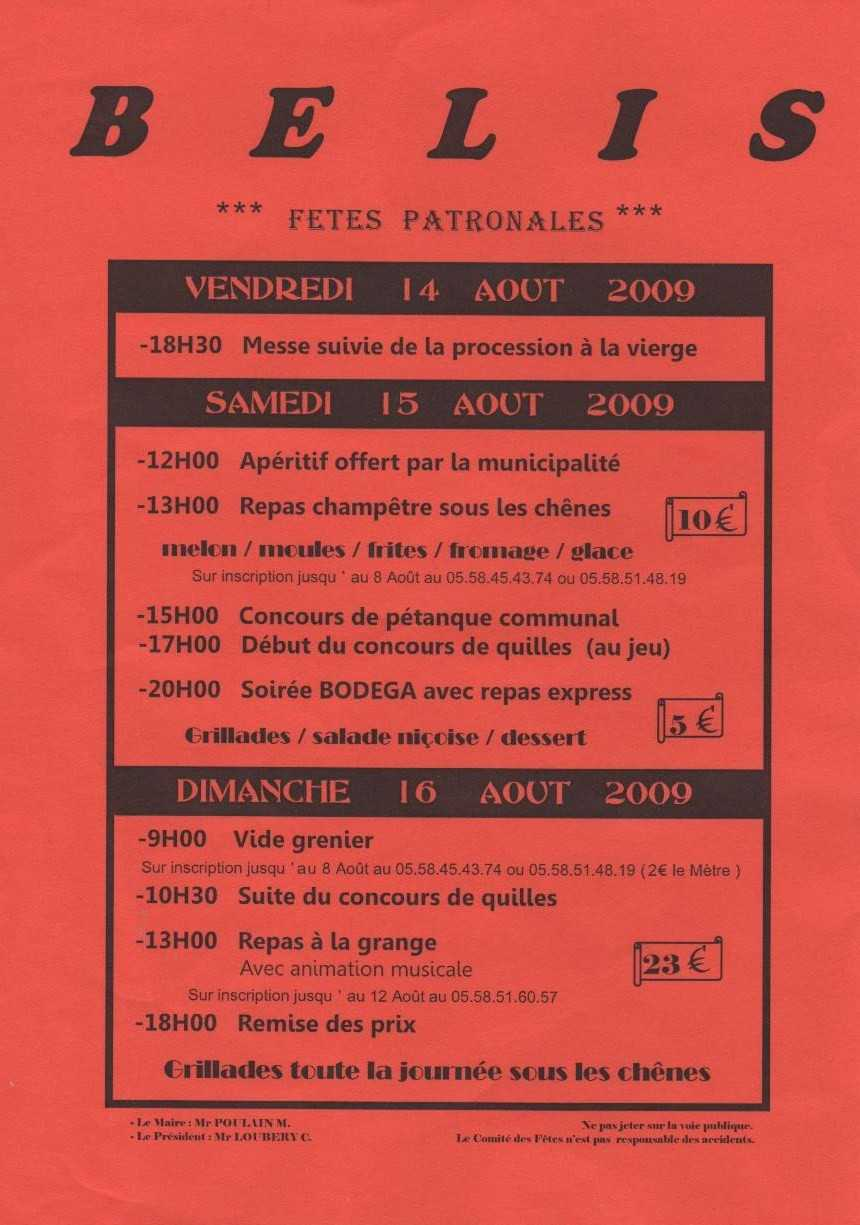
Programme des fêtes patronales 2009.

## Personnalités liées à la commune
- Abbé Maurice Tauziède, résistant déporté à Dachau en 1944, libéré puis rapatrié en 1945. Il fut le curé de la paroisse de Bélis et Maillères de 1946 à son décès en 1990. Nommé chevalier de la Légion d'honneur en 1966 par le ministre Edmond Michelet, il était l'un des membres fondateurs de l'Association des déportés internés et des familles de disparus[29]. Un espace communal a été créé près de l'église et porte son nom depuis août 2012.

- Bernard-Louis Bordes, dit Petit-Louis[22].

### Culture
- Fêtes patronales : le week-end du 15 août, organisées par le comité des fêtes de la commune, avec vide-grenier, jeu de quilles, concours de pétanque, animation musicale, etc.

### Écologie et recyclage
Le Jardin Partagé de Bélis et le Jardin de l'Abbé-Tauziède : À l'ombre des vieux murs de l'église, au cœur de l'espace du Jardin communal de l'Abbé Tauziède, un jardin partagé a été créé en février 2013 par une Association Locale, Bélistou'art (lire « Bellehistoire ») . Sur le thème symbolique du jardin de curé, il est un lieu de partage, d'échanges et de convivialité. Il est surtout un lieu où se cultive la biodiversité. Inscrit au réseau des Jardins de Noe, ce jardin ambassadeur respecte la charte des Jardins respectueux du vivant.